# لوكلير
 الأي أم أكس-56 لوكلير (بالفرنسية:AMX-56 LeClerc) هي دبابة قتال رئيسية من صنع شركة جيات إندستريز الفرنسية. تم تسمية الدبابة على أحد قادة القوات الفرنسية أثناء تحرير فرنسا من قبل الحلفاء في الحرب العالمية الثانية فيليب لوكلير.
تستخدم اللوكلير حاليا من قبل الجيش الفرنسي والجيش الإماراتي. دخلت الخدمة مع الجيش الفرنسي في عام 1992 لتحل محل الأي أم أكس-30 وفي عام 1995 مع جيش الإمارات. توجد 406 دبابة و20 مركبة هندسة مدرعة في الخدمة الفرنسية أما الإمارات فلديها 388 دبابة و46 مركبة هندسة مدرعة.

## التصميم والتطوير
يعود تاريخ الدبابة لوكلير إلى أوائل الثمانينات، حيث أن كانت هناك حاجة من قبل الجيش الفرنسي لاستبدال الدبابة الأي أم أكس-30. وكان من المتوقع دخول الدبابة الخدمة في أوائل التسعينات وذلك للتصدي لخطر الدبابات السوفيتية المتزايد في أوروبا الشرقية. بدأ العمل على تصميم الدبابة في 1983 وفي 1989 ظهر أول نموذج للدبابة. من ثم تم البدء في صناعة الدبابة للجيش الفرنسي وتم تسليم أول الدبابات في 14 يناير 1992. تم صناعة الأم-كاي.1 حتى عام 1998 وهو الصنف الأول للدبابة وتم صناعة 134 وحدة خلال هذه الفترة، من ثم تم صناعة الأم-كاي.2 وهو الصنف الثاني للدبابة. في عام 1985 تم تعريف متطلبات المشروع من قبل «أتيلير دي كونستركتشيون دي ليزي إي مولينو»، وكانت هناك 5 نماذج قيد التطوير للتجارب، إحداهن لفحص التعليق، وثلاث لفحص الحركة وواحدة لأنظمة السلاح. في 1986 تم تسمية الدبابة رسميا بلوكلير.
تم الانتهاء من تعريف متطلبات اللوكلير في 1986 ومن ثم تم الإقرار على صناعة 6 نماذج متكاملة، وقد تم الانتهاء من أول هذه النماذج في أواخر 1989. تم تخصيص ست أماكن من قبل جيات إندستريز لصناعة الدبابة توزعت في تولوز وسينت-شموند وتوليه وبورجس وتربس وروان. يتم صناعة وتجهيز البرج في تربس ومن ثم يتم نقلها إلى روان والتي يتم فيها بناء الهيكل ودمجهما.

## المواصفات

### التسليح

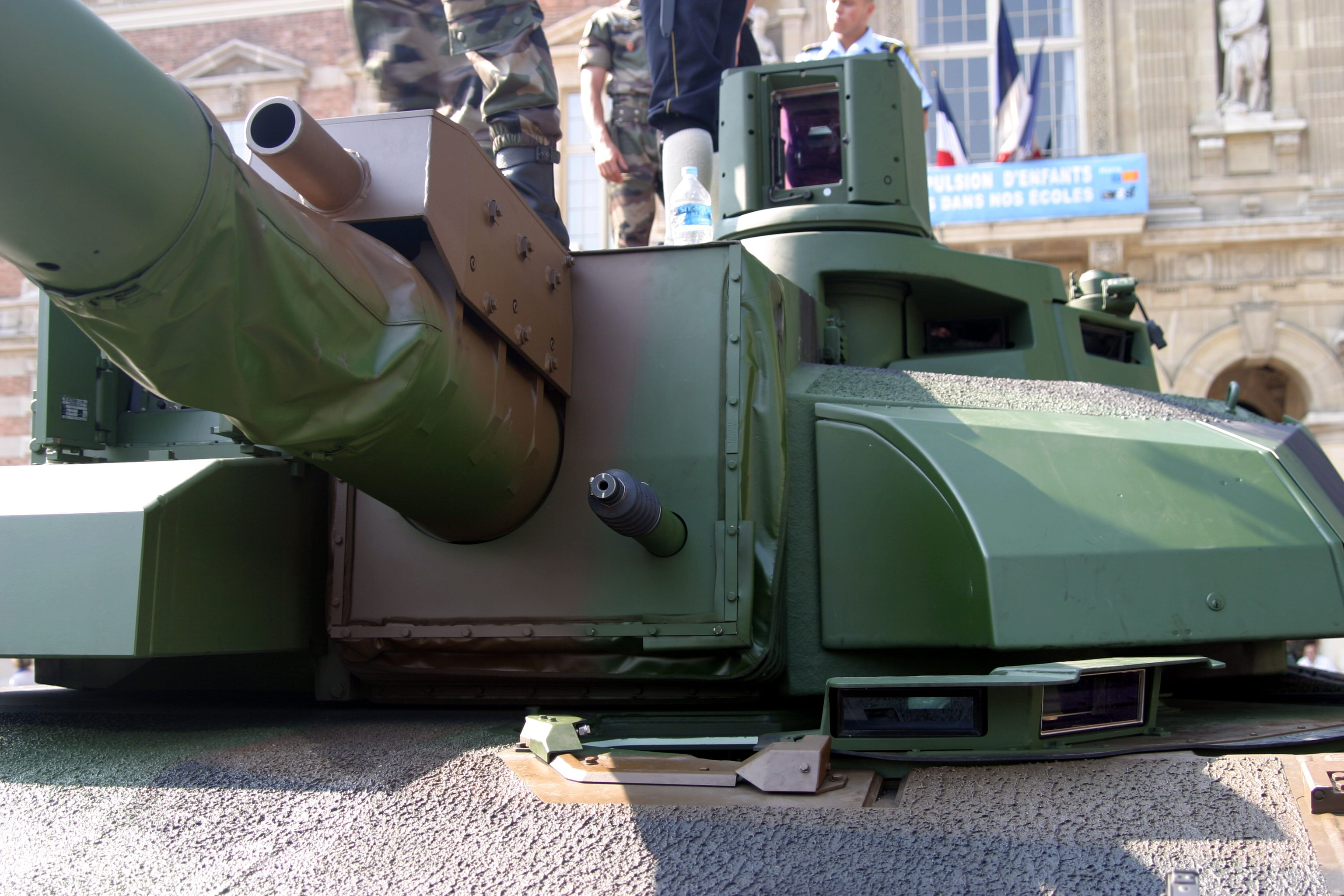
برج الدبابة وموقع السائق أدناه، يقع منظار القائد فوق البرج، ورشاش 12.7 مم إلى يمين المدفع الرئيسي وليزر لقياس المسافات أعلاه.

الدبابة لوكلير مجهزة بمدفع أملس سي أن120-26 ذات عيار 120 مم والملبس بكم حراري لمساعدة الدبابة في التخفي أثناء الرماية. يستخدم المدفع نظام تلقيم تلقائي القذائف، ويسمح هذا لسرعة رماية تصل إلى 12 طلقة في الدقيقة أثناء الحركة على أرض وعرة واستهداف الأهداف المتحركة، وأن يتم تشغيل الدبابة من قبل طاقم مكون من ثلاثة حيث أن لا حاجة لشخص لتحميل الذخائر. تم تصميم نظام التلقيم الآلي خصيصا للوكلير، وصمم برج الدبابة حول النظام لتجنب المشاكل المتعلقة بأنظمة مماثلة.
يختلف مدفع اللوكلير عن مدافع دبابات مماثلة حيث أن المدفع يبلغ طوله 52 طول عيار بدلا من 44. يتم حمل 22 طلقة في برج الدبابة للاستعمال الفوري و18 طلقة بجانب السائق. باستطاعة المدفع التحرك 360° درجة أفقيا وما بين +15° و-8° عموديا.
تتكون الأسلحة الثانوية لدبابات اللوكلير من رشاش 12.7 مم متحد المحور، وهذا يختلف عن أكثر دبابات الناتو الأخرى والتي تستعمل رشاش 7.62 مم كسلاح متحد المحور. والرشاش ذات عيار 7.62 مم مثبت فوق البرج وقد يستعمل أيضا كمضاد للطائرات.

### الأنظمة القتالية

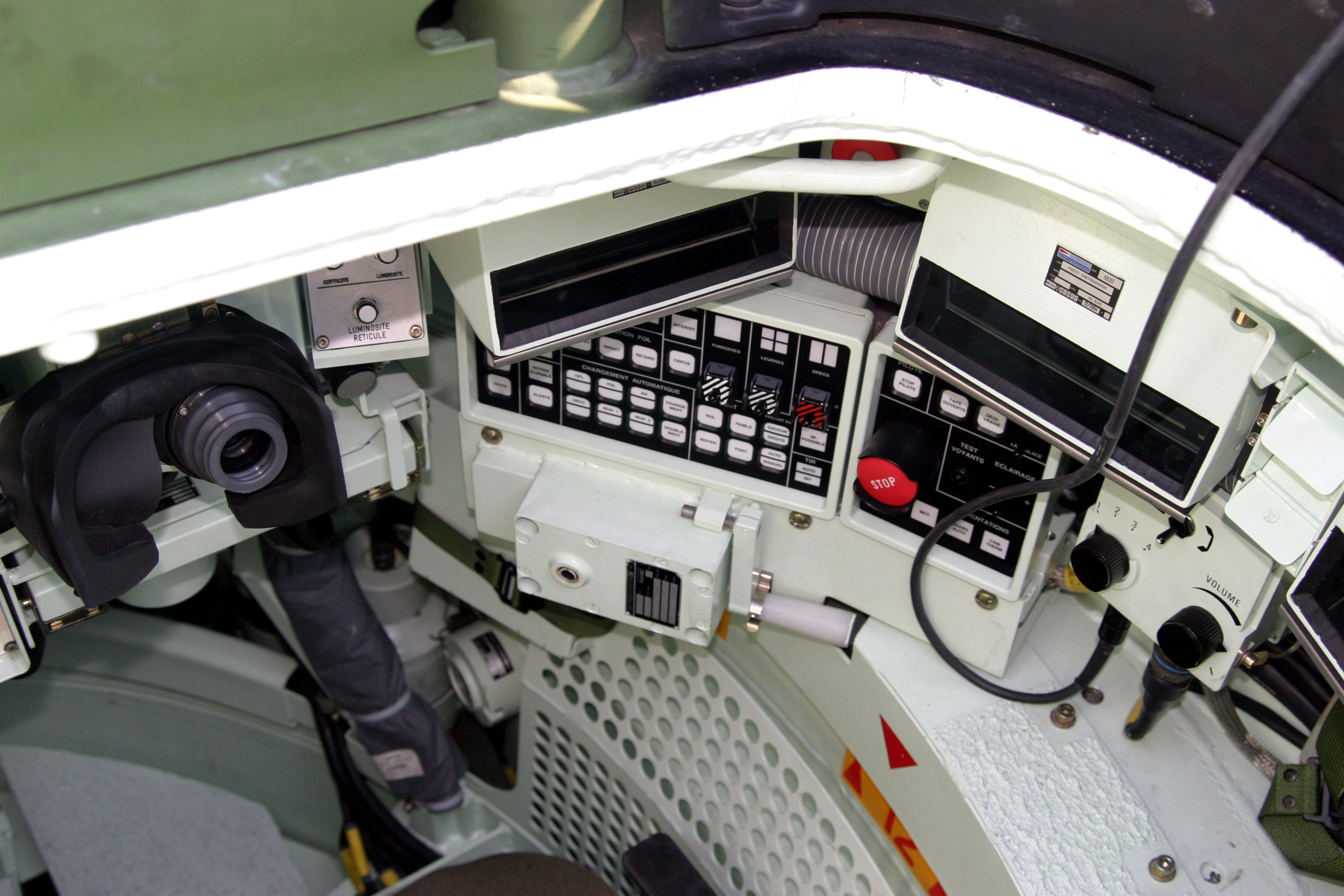
مقعد الرامي، يقع المنظار الرئيسي على اليسار.

يسمح نظام التحكم بالرماية الرقمي للقائد والرامي باختيار ستة أهداف مختلفة ومهاجمتها في حوالي 30 ثانية. للقائد ثمانية شبابيك للرؤية الخارجية ومنظار «أتش أل-70» متوازن المزود بليزر لقياس المسافات، وتصوير نهاري ومركّز للتصور من الجيل الثاني. من الممكن كشف الأهداف على بعد 4 كم وتعريفها على بعد 2.5 كم. أيضا لدى القائد شاشة تظهر فيها رؤية الرامي الحرارية والتي تسمح له برمامية السلاح إذا لزم الأمر ذلك. للرامي ثلاثة أماكن للرؤية، وشاشة للرؤية ومنظار رئيسي متوازن يحتوي على رؤية حرارية. أما السائق فبإمكانه الرؤية باستعمال ثلاثة شبابيك أو شاشة بقدرات نهارية وليلية.

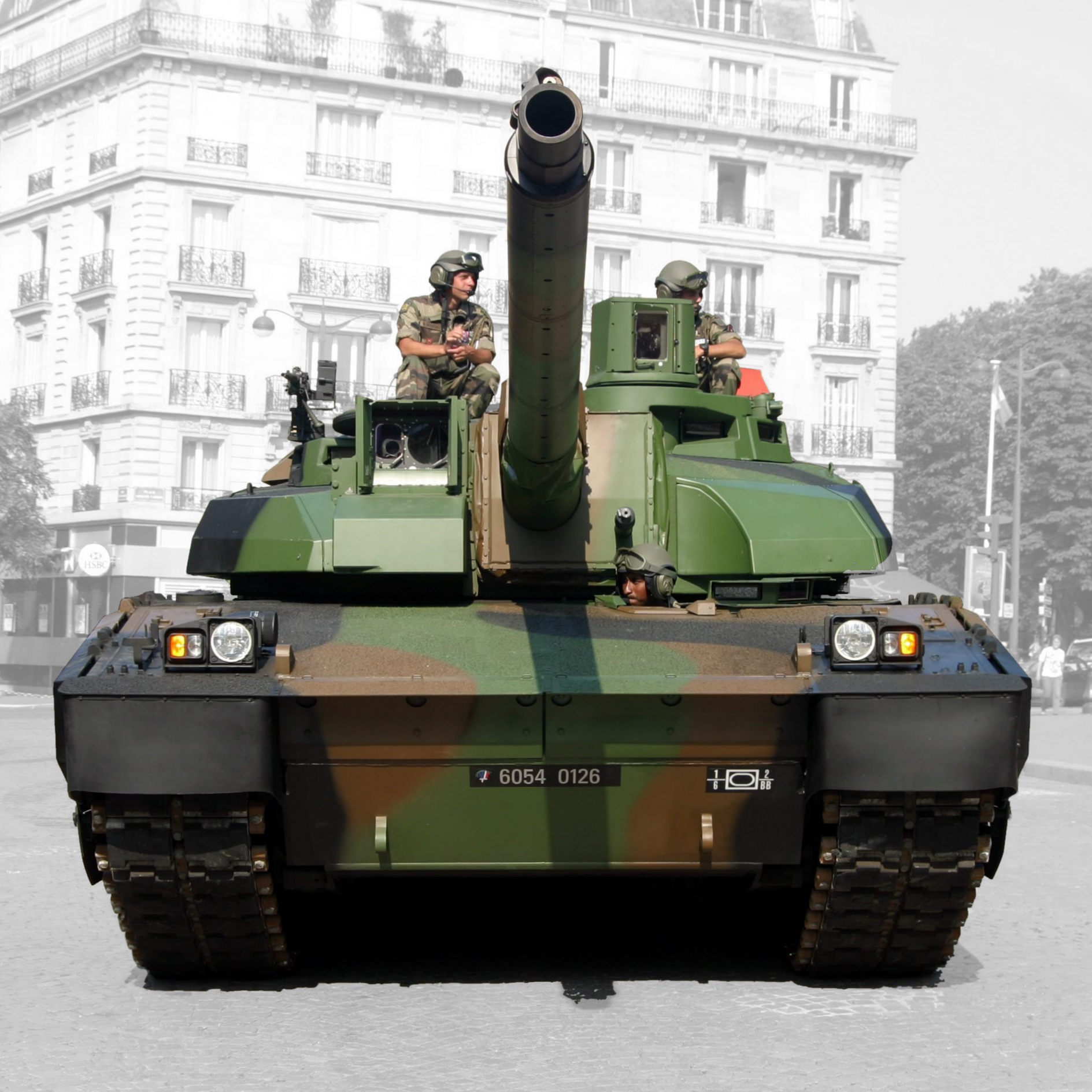
منظار القائد على يمين المدفع ومنظار الرامي على اليسار.

يستخدم نظام فيندرز لإدارة ساحة المعركة والمطور من قبل نكستر. يضم نظام فيندرز خريطة إلكترونية تظهر فيها الدبابة نفسها وقوات حليفة ومعادية والأهداف المختارة، ومن الممكن استعمالها لتخطيط المهمة والمسار. تم تطوير نظام محطة معلومات والمعروف ب«أيكون» للجيش الفرنسي وتم ضبتها على مئة من دباباتها. تم تطوير النظام مع شركة إي.‌أي‌.دي.‌أس، ويسمح النظام لتبادل البيانات الرقمية بما فيها الوضع التكتيكي والرسوم البيانية وعرض الأوامر على خلفية الخريطة، ويتم تبادل المعلومات بين الوحدات والقيادات العليا. تستخدم دبابات جيش الإمارات نظام لوكلير لإدارة المعركة وهو نظام مماثل لفيندرز.

### الدفاع والحماية

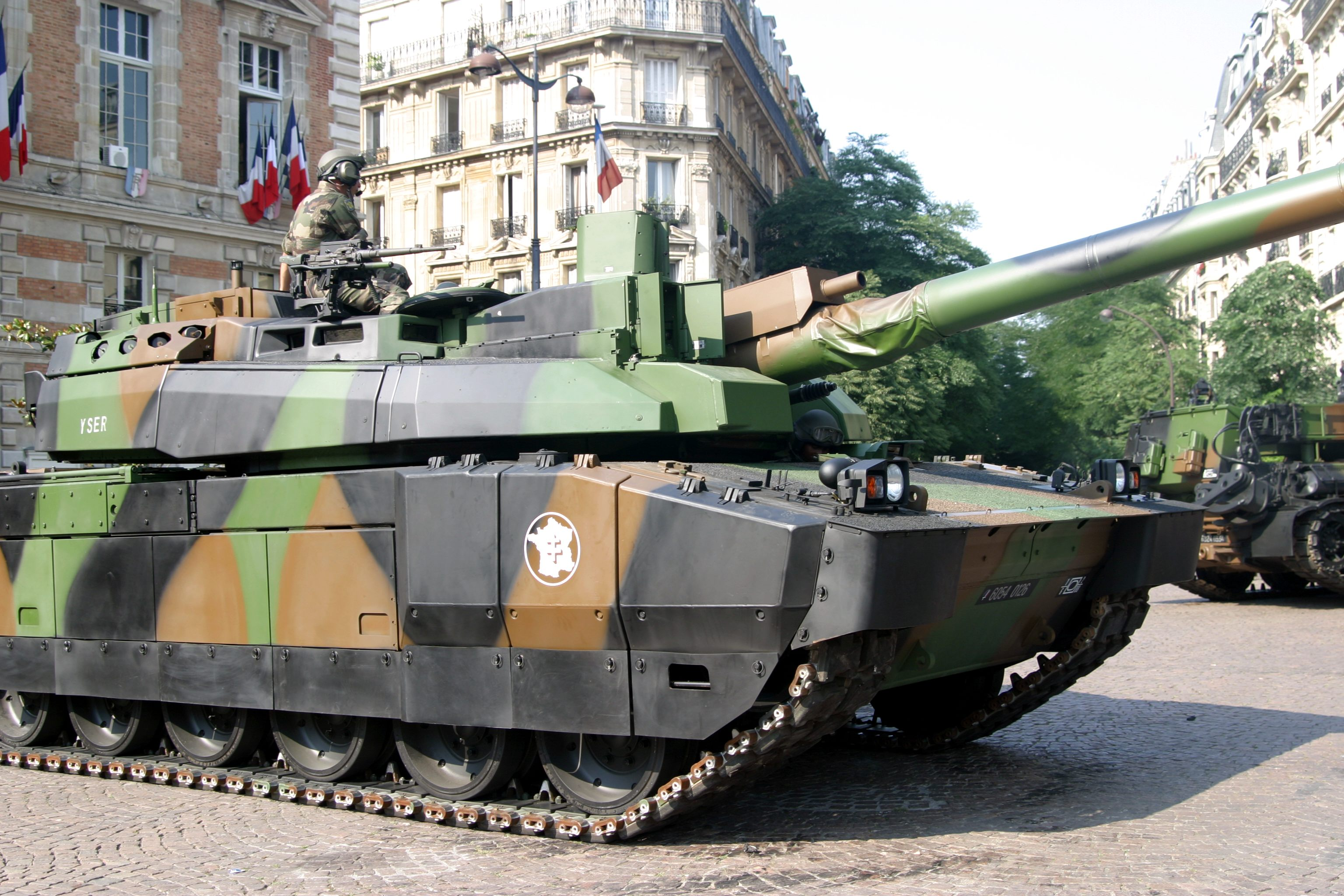
وحدات الدرع سهله التغير، وعلى أطراف الهيكل درع جانبي.

تستخدم الدبابة نظام جالكس المطور من قبل نكستر وإيتينه لكرو كحماية لها. توجد 9 أنابيب على طرفي البرج العلوي والتي تحمل قنابل 80 مم. يستطيع النظام قذف قنابل دخانية، أو قنابل مضادة للأفراد أو أيضا قنابل تمويه بأشعة تحت الحمراء. صممت الدبابة لكي تكون خفيفة بقدر الإمكان من ما يحسن أداءها في المناورة، تم الإلحاح على القدرات الدفاعية الفعالة بدلا من الدفاعات السلبية التي توجد في معضم الدبابات وبذلك تستطيع الدبابة المناورة للتهرب من الرماية المعادية.
تستخدم وحدات تدريع متطورة لحماية الدبابة. الدرع يتكون من مزيج من الصلب والخزف وكيفلر. من الممكن تغير وحدات الدرع المتضررة بسهولة وأيضا تغيرها بوحدات متطورة إذا لزم الأمر. تم تصميم سقف البرج والهيكل لتحمل هجمات بقذائف من الأعلى. يحمي أطراف هيكل الدبابة درع جانبي. لرفع إمكانيات تعايش الدبابة تم تزويدها بأنظمة مزدوجة للإلكترونيات الهامة، حيث تعطل إحداهن لا يعطل الدبابة.

### المحرك
يستخدم الجيش الفرنسي محرك ديزل ساكم في8أكس-1500 هيبربار بقوة 1,500 حصان على دباباتها. النظام الإلكتروني لإدارة المحرك مزود من سافران. أما الغيار المستعمل هو أس.إس.أس.أم إي.أس.إم 500 التلقائي، وتستخدم خمس غيرات للحركة الأمامية واثنتان للخلفية. المحرك أيضا مزود بعنفة غاز عالي الضغط من سورالمو-هيبربار كوحدة الطاقة الاحتياطية. يسمح المحرك لوصول الدبابة إلى سرعة أعلى من 70 كم\س على الشارع و50 كم\س عبر الأرض غير الممهدة. مع أن الدبابة تتمتع بوزن خفيف يقارب 56 طنا فنسبة القوة\وزن تصل إلى 27 حصان\طن. تستطيع الدبابة بوقود حمل 1300 ليتر من الوقود، من ما يعطي الدبابة مدى يصل إلى 550 كم. من الممكن إضافة خزانين اثنين خارجيا من الخلف بسعة 200 ليتر لكل واحد.
دبابات الجيش الإماراتي مزودة بمحرك أم.تي.يو 883 12-اسطوانة ديزل بقوة 1,500 حصان، وتم تغير وحدة الطاقة الاحتياطية. أيضا تم زيادة طول الهيكل من الخلف حتى تكون هناك سعة لضم المحرك.

## التاريخ العملي
استخدمت في مجال حفظ السلام في كوسوفو من قبل القوات الفرنسية والإماراتية  وفي لبنان مع القوات الفرنسية المشاركة في قوة قوات أممية لحفظ السلام بلبنان.
أيضا في التدخل العسكري في اليمن من قبل الإمارات العربية المتحدة

## الفئات

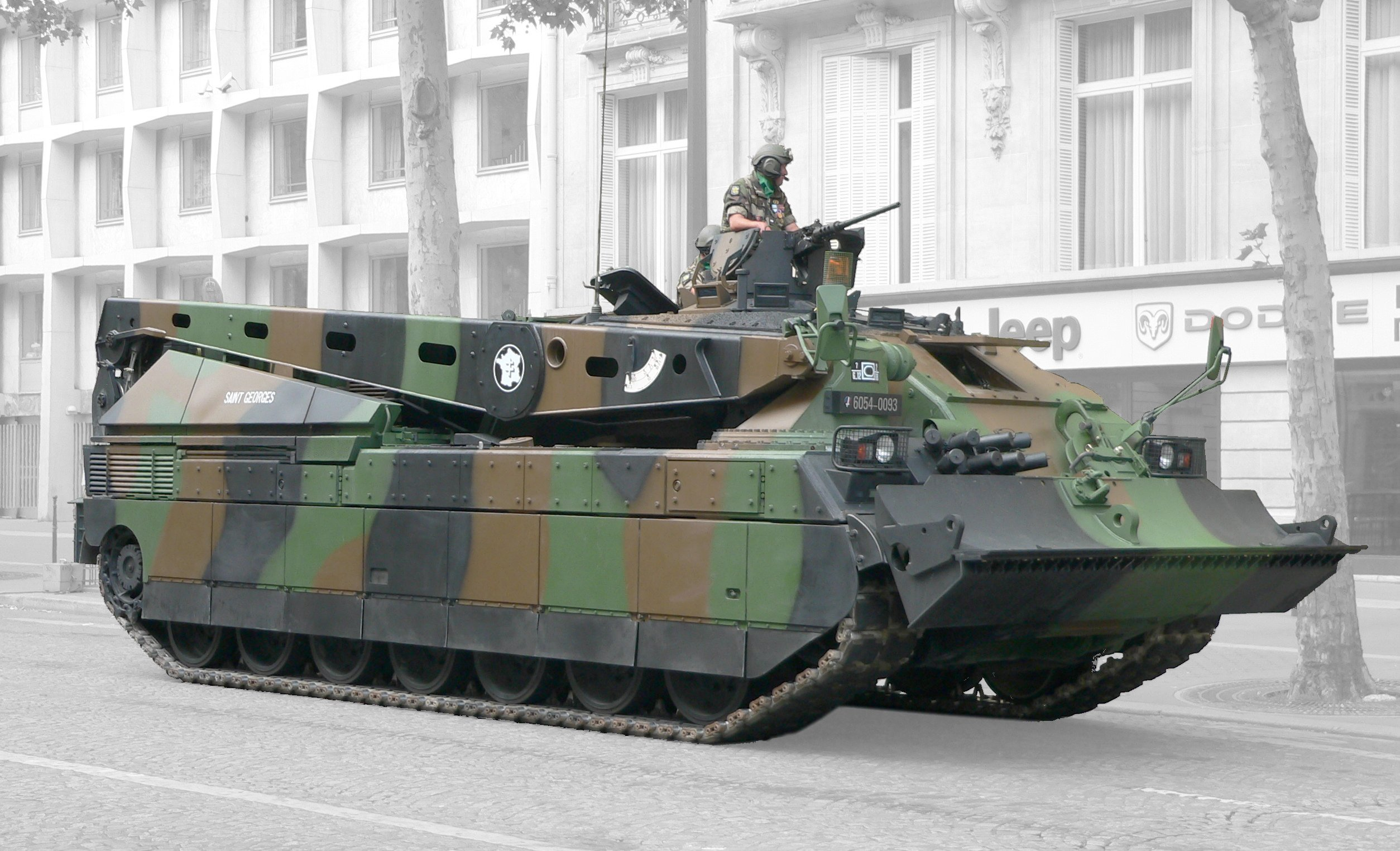
لوكلير دي.أن.جي، مركبة إصلاح مدرعة مبنية على هيكل اللوكلير.

- لوكلير أي.زي.يو.أر - (بالفرنسي:Leclerc AZUR, Action en Zone Urbaine)، لوكلير بقدرات قتالية محسنة لحرب المدن تم الإعلان عنها في 2006.
  - حماية إضافية على شكل دروع جانبية.
  - إضافة شبك من خلف الهيكل والبرج للحماية من صواريخ آر بي جي.
  - حماية إضافية للمحرك من القنابل البترولية.[2]
- لوكلير إي.بي.جي - (بالفرنسي:Leclerc EPG, Engin Principal du Génie)، مركبة هندسة رئيسية مبنية على هيكل اللوكلير.
- لوكلير دي.أن.جي - (بالفرنسي:Leclerc DNG, Dépanneur Nouvelle Génération)، مركبة إصلاح مبنية على هيكل اللوكلير.
- لوكلير أم.أي.أر.أس - (بالفرنسي:Leclerc MARS, Moyen Adapté de Remorquage Spécifique)، مركبة سحب مبنية على هيكل اللوكلير.
- لوكلير إي.أي.يو - (بالفرنسي:Leclerc EAU)، لوكلير مجهزة لدولة الإمارات العربية المتحدة.
  - مزودة بمحرك أم.تي.يو 883 12-استوانة ديزل بقوة 1,500 حصان.
  - تستخدم منظار قائد «أتش أل-80» بدلا من «الأتش أل-70».
  - تستخدم نظام لوكلير لإدارة المعركة مماثل لفيندرز.
  - مجهزة لظروف الصحراء.[7]

## دول مشغله

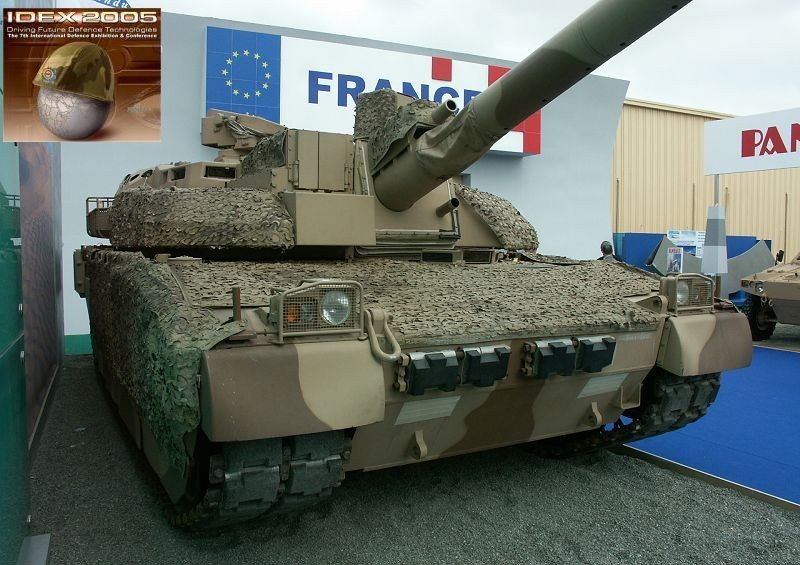
لوكلير إماراتية في معرض أيدكس.

- فرنسا
  - الجيش الفرنسي
    - 406 دبابة
    - 20 مركبة إصلاح مدرعة
- الإمارات العربية المتحدة
  - القوات البرية الإماراتية
    - 388 دبابة
    - 46 عربة إصلاح مدرعة[2]